# Том Карпер
Томас Річард «Том» Карпер (англ. Thomas Richard «Tom» Carper; нар. 23 січня 1947, Беклі, Західна Вірджинія) — американський політик, сенатор США від штату Делавер, член Демократичної партії.

## Біографія
Закінчив Університет штату Огайо (1968). У 1968–1973 служив льотчиком у Військово-морських силах США у В'єтнамі. Після участі у війні здобув ступінь магістра ділового адміністрування в Університеті Делаверу.
У 1983–1993 — член Палати представників США. У 1993–1999 — губернатор штату Делавер. У 2000 був обраний до Сенату США.

## Позиція щодо Північного потоку-2
У січні 2022 проголосував проти проєкту санкцій для газогону «Північний потік-2» як засобу запобігання російському вторгненню в Україну.